# 梁枚
梁枚（?—?），浙江省湖州府歸安縣人，清朝政治人物、進士出身。
光緒三年（1877年），参加丁丑科殿試，登進士二甲第66名。同年五月，改翰林院庶吉士。光绪六年四月，散館后，著以知县即用